# ISO 8601

Объяснение ISO 8601 — все три показанные расширения действительны.

ISO 8601 — международный стандарт, выпущенный организацией ISO (International Organization for Standardization), который описывает форматы дат и времени и даёт рекомендации для его использования в международном контексте.
Название нормы — Data elements and interchange formats — Information interchange — Representation of dates and times.

## История
Первая редакция стандарта ISO 8601 была опубликована в 1988 году и объединила и заменила собой целый ряд более старых стандартов ISO, касавшихся представления даты и времени: ISO 2014, 2015, 2711, 3307 и 4031. В 2000 году стандарт был заменён второй редакцией и, позднее, в 2004 году, — третьей редакцией ISO 8601:2004 (англ.), опубликованной 3 декабря 2004 года. В 2019 вышла новая редакция формата ISO 8601-1:2019 и ISO 8601-2:2019, заменившая ISO 8601:2004.

## Основные принципы
Значения даты и времени расположены в порядке от более к менее значимому. Каждое число (год, месяц, день, время) записывается с фиксированным числом знаков и, при необходимости, должно быть дополнено до него ведущими нулями. Например, время «7:40» должно быть записано как «07:40». В результате для каждого из ряда форматов дат и времен лексикографический порядок соответствует хронологическому, с исключением для отрицательных лет.
Представление может быть в одном из двух форматов: простом формате с минимальным числом символов, или расширенном формате с разделителями, добавляемыми для удобочитаемости. Стандарт разрешает использование дефиса между элементами даты и двоеточия между часами, минутами и секундами. Расширенные форматы, как правило, предпочтительнее простых из-за того, что некоторые простые форматы неоднозначны.
От даты и времени можно отбросить любое число полей, но менее значимые поля обязательно должны быть отброшены раньше более значимых. Например, «2004-05» это корректная дата, означающая май 2004. При этом, такое обозначение по стандарту не может трактоваться как 5-е число неизвестного месяца 2004 года.
Кроме того, стандарт поддерживает добавление десятичной точки к наименьшей единице времени, когда требуется большая точность. При этом допустимо представление с десятичной точкой в сокращённых форматах времени, то есть T13:23,5 эквивалентно T13:23:30. Стандарт не позволяет использовать представление с десятичной точкой для дат.
Указания времени с часовым поясом, представляющие один и тот же момент времени: "18:30Z", "22:30+04", "1130−0700".
В роли разделителя целой и дробной части могут использоваться символы запятой «,» или точки «.» Из них запятая предпочтительнее.

## Наиболее распространённые форматы
| Формат                    | Пример                    | Описание                                                               | Примечание |
| ------------------------- | ------------------------- | ---------------------------------------------------------------------- | --- |
| YYYY-MM                   | 2005-08                   | август 2005 года                                                       | |
| YYYYMMDD                  | 20050809                  | 9 августа 2005 года                                                    | |
| YYYY-MM-DD                | 2005-08-09                | 9 августа 2005 года                                                    | |
| hhmm                      | 1831                      | 18 часов 31 минута                                                     | Маска формата времени hhmm (4.2.2.3 p. a) совпадает с сокращенным представлением даты YYYY (4.1.2.3 p. b) — \d{4}. Для избежания путаницы стандартом предложены две стратегии: - Явно обозначать локальное время, используя префикс T, например T1831 (4.2.2.5). - Использовать расширенное представление года ±YYYYY по условиям соглашения*, например +002005 (4.1.2.4 p. c). * Обменивающиеся стороны должны согласовать дополнительное количество цифр в элементе времени «год». В примере выше согласовано добавление двух цифр. |
| hh:mm                     | 18:31                     | 18 часов 31 минута                                                     | |
| hhmmss                    | 183142                    | 18 часов 31 минута 42 секунды                                          | |
| hh:mm:ss                  | 18:31:42                  | 18 часов 31 минута 42 секунды                                          | |
| ±hh                       | +03                       | UTC+03 часа                                                            | В редакции ISO 8601:2004 отмечено: «Expressions of the difference between local time and UTC of day are a component in the representations defined in 4.2.5.2; they shall not be used as self-standing expressions» (перевод: «Разница между местным временем и UTC являются компонентом представления времени и не должна использоваться в качестве самостоятельного выражения»). Маске \+\d{4,} кроме +hhmm (4.2.5) соответствует формат даты +YYY (4.1.2.4 p. d).                                                                  |
| ±hh                       | -03                       | UTC-03 часа                                                            | В редакции ISO 8601:2004 отмечено: «Expressions of the difference between local time and UTC of day are a component in the representations defined in 4.2.5.2; they shall not be used as self-standing expressions» (перевод: «Разница между местным временем и UTC являются компонентом представления времени и не должна использоваться в качестве самостоятельного выражения»). Маске \+\d{4,} кроме +hhmm (4.2.5) соответствует формат даты +YYY (4.1.2.4 p. d).                                                                  |
| ±hhmm                     | +0330                     | UTC+03 часа 30 минут                                                   | В редакции ISO 8601:2004 отмечено: «Expressions of the difference between local time and UTC of day are a component in the representations defined in 4.2.5.2; they shall not be used as self-standing expressions» (перевод: «Разница между местным временем и UTC являются компонентом представления времени и не должна использоваться в качестве самостоятельного выражения»). Маске \+\d{4,} кроме +hhmm (4.2.5) соответствует формат даты +YYY (4.1.2.4 p. d).                                                                  |
| ±hhmm                     | -0330                     | UTC-03 часа 30 минут                                                   | В редакции ISO 8601:2004 отмечено: «Expressions of the difference between local time and UTC of day are a component in the representations defined in 4.2.5.2; they shall not be used as self-standing expressions» (перевод: «Разница между местным временем и UTC являются компонентом представления времени и не должна использоваться в качестве самостоятельного выражения»). Маске \+\d{4,} кроме +hhmm (4.2.5) соответствует формат даты +YYY (4.1.2.4 p. d).                                                                  |
| ±hh:mm                    | +03:30                    | UTC+03 часа 30 минут                                                   | В редакции ISO 8601:2004 отмечено: «Expressions of the difference between local time and UTC of day are a component in the representations defined in 4.2.5.2; they shall not be used as self-standing expressions» (перевод: «Разница между местным временем и UTC являются компонентом представления времени и не должна использоваться в качестве самостоятельного выражения»). Маске \+\d{4,} кроме +hhmm (4.2.5) соответствует формат даты +YYY (4.1.2.4 p. d).                                                                  |
| ±hh:mm                    | -03:30                    | UTC-03 часа 30 минут                                                   | В редакции ISO 8601:2004 отмечено: «Expressions of the difference between local time and UTC of day are a component in the representations defined in 4.2.5.2; they shall not be used as self-standing expressions» (перевод: «Разница между местным временем и UTC являются компонентом представления времени и не должна использоваться в качестве самостоятельного выражения»). Маске \+\d{4,} кроме +hhmm (4.2.5) соответствует формат даты +YYY (4.1.2.4 p. d).                                                                  |
| hhmmss±hh                 | 183142+03                 | 18 часов 31 минута 42 секунды UTC+03 часа                              | |
| hhmmss±hh                 | 183142-03                 | 18 часов 31 минута 42 секунды UTC-03 часа                              | |
| hh:mm:ss±hh               | 18:31:42+03               | 18 часов 31 минута 42 секунды UTC+03 часа                              | |
| hh:mm:ss±hh               | 18:31:42-03               | 18 часов 31 минута 42 секунды UTC-03 часа                              | |
| hhmmss±hhmm               | 183142+0330               | 18 часов 31 минута 42 секунды UTC+03 часа 30 минут                     | |
| hhmmss±hhmm               | 183142-0330               | 18 часов 31 минута 42 секунды UTC-03 часа 30 минут                     | |
| hh:mm:ss±hh:mm            | 18:31:42+03:30            | 18 часов 31 минута 42 секунды UTC+03 часа 30 минут                     | |
| hh:mm:ss±hh:mm            | 18:31:42-03:30            | 18 часов 31 минута 42 секунды UTC-03 часа 30 минут                     | |
| YYYYMMDDThhmmss           | 20050809T183142           | 9 августа 2005 года 18 часов 31 минута 42 секунды                      | |
| YYYY-MM-DDThh:mm:ss       | 2005-08-09T18:31:42       | 9 августа 2005 года 18 часов 31 минута 42 секунды                      | |
| YYYYMMDDThhmmss±hh        | 20050809T183142+03        | 9 августа 2005 года 18 часов 31 минута 42 секунды UTC+03 часа          | |
| YYYYMMDDThhmmss±hh        | 20050809T183142-03        | 9 августа 2005 года 18 часов 31 минута 42 секунды UTC-03 часа          | |
| YYYY-MM-DDThh:mm:ss±hh    | 2005-08-09T18:31:42+03    | 9 августа 2005 года 18 часов 31 минута 42 секунды UTC+03 часа          | |
| YYYY-MM-DDThh:mm:ss±hh    | 2005-08-09T18:31:42-03    | 9 августа 2005 года 18 часов 31 минута 42 секунды UTC-03 часа          | |
| YYYYMMDDThhmmss±hhmm      | 20050809T183142+0330      | 9 августа 2005 года 18 часов 31 минута 42 секунды UTC+03 часа 30 минут | |
| YYYYMMDDThhmmss±hhmm      | 20050809T183142-0330      | 9 августа 2005 года 18 часов 31 минута 42 секунды UTC-03 часа 30 минут | |
| YYYY-MM-DDThh:mm:ss±hh:mm | 2005-08-09T18:31:42+03:30 | 9 августа 2005 года 18 часов 31 минута 42 секунды UTC+03 часа 30 минут | |
| YYYY-MM-DDThh:mm:ss±hh:mm | 2005-08-09T18:31:42-03:30 | 9 августа 2005 года 18 часов 31 минута 42 секунды UTC-03 часа 30 минут | |
| YYYY-MM-DDThh:mm:ss.sss   | 2005-08-09T18:31:42       | 9 августа 2005 года 18 часов 31 минута 42 секунды                      | |
| YYYY-MM-DDThh:mm:ss.sss   | 2005-08-09T18:31:42.201   | 9 августа 2005 года 18 часов 31 минута 42 секунды 201 миллисекунда     | |

## Примеры
2005-08-09T18:31:42/P3Y6M4DT12H30M17Sотрезок времени в 3 года 6 месяцев 4 суток 12 часов 30 минут и 17 секунд, начиная с 9 августа 2005 года 18 часов 31 минуты 42 секунд
P1Dпродолжительность длиной 1 сутки (24 часа)